# Tyburn Film
Tyburn (Tyburn Film Productions Limited) war eine kleine britische Filmproduktionsfirma, die in den 70er Jahren von Kevin Francis (* 1949) gegründet wurde und einige Filme im Stil von Hammer herausbrachte. Der Vater des Firmengründers war der Regisseur und Kameramann Freddie Francis, der regelmäßig für Hammer und deren Konkurrenzfirma Amicus arbeitete und auch die meisten Tyburn-Filme inszenierte.
Die erste unabhängige Produktion, die Kevin Francis im Hintergrund betreute (ohne selbst namentlich in Erscheinung zu treten und noch ohne den Firmennamen „Tyburn“ zu verwenden), war Geschichten, die zum Wahnsinn führen (Tales That Witness Madness, 1973), ein Horror-Episodenfilm im Stil von Amicus, mit Donald Pleasence, Joan Collins, Kim Novak sowie Jack Hawkins (in einem seiner letzten Filmauftritte) in den Hauptrollen, Regie führte Freddie Francis.
Die erste offizielle Tyburn-Produktion war der Psychothriller Verfolgung (Persecution, 1974), mit Lana Turner, Ralph Bates und Trevor Howard, Regie: Don Chaffey.
Es folgten zwei klassische Horrorfilme, im Hammer-Stil, aber mit weit geringerem Budget realisiert: Der Ghul (The Ghoul, 1975), mit Peter Cushing und John Hurt, Regie: Freddie Francis, und Legend of the Werewolf (Die Legende vom Werwolf, 1975), mit Peter Cushing, Hugh Griffith, David Rintoul und Michael Ripper, Regie: wieder Freddie Francis. Zu beiden Filmen hatte Hammer-Produzent und -Autor Anthony Hinds die Drehbücher beigesteuert.
Finanziell waren alle diese Filme nicht sonderlich erfolgreich, so dass Tyburn für längere Zeit seine Tätigkeit einstellte. Erst 1984 kam wieder eine Produktion der Gesellschaft heraus: der Sherlock-Holmes-TV-Film The Masks of Death, Drehbuch: erneut Hinds, mit Peter Cushing als Sherlock Holmes (sein letzter Auftritt in der Rolle, die er erstmals 1959 bei Hammer – in Der Hund von Baskerville – und dann 1968 in einer BBC-Serie verkörpert hatte) sowie Ray Milland und Anton Diffring, Regie führte diesmal Hammer-Veteran Roy Ward Baker.
Die letzten Tyburn-Produktionen waren dann noch der Psychothriller Mörder-Elite (Murder Elite, 1985) mit Ali MacGraw, Regie: Claude Whatham, und die TV-Dokumentation Peter Cushing: A One-Way Ticket to Hollywood (1989), Regie: Alan J. W. Bell.